# 高堤乡
高堤乡，是中华人民共和国河南省安陽市内黄县下辖的一个乡镇级行政单位。

## 行政区划
高堤乡下辖以下地区：
小刘村、小屯村、草坡村、咀头村、南高堤村、郑庄村、南寨村、南街村、北街村、袁庄村、张俄村、王俄村、孙俄村、韩俄村、杨俄村、砦里村、寨外村、东元村、西元村、祝庄村、关村、陈村、王营村、东渡村和西渡村。